# Bethrose
Maria Bethrose Fontenele Araujo (Fortaleza, 16 de novembro de 1964), também conhecida como Bethrose, é uma fisioterapeuta, terapeuta ocupacional e política brasileira filiada ao Progressistas (PP). Atualmente é vice-prefeita de São Gonçalo do Amarante.
Nas eleições estaduais no Ceará em 2010 foi eleita deputada estadual do Ceará em 2010 pelo Partido Republicano Progressista (PRP) com 45.506 votos (1,12%).
Nas eleições estaduais no Ceará em 2014 foi reeleita deputada estadual pelo PRP com 31.666 (0,71%).
Nas eleições municipais de 2016, foi candidata a prefeita de São Gonçalo do Amarante pelo Partido da Mulher Brasileira (PMB). Obteve 12.778 votos (37,48%), ficando em segundo lugar na disputa, não sendo eleita.
Bethrose tentou o terceiro mandato como deputada estadual nas eleições estaduais no Ceará em 2018 pelo Partido Progressista (PP). Obteve 21.087 votos (0,46%), não sendo eleita.
Nas eleições municipais de 2020, foi eleita vice-prefeita de São Gonçalo do Amarante pelo Progressistas (PP) na chapa com Professor Marcelão (PROS), vencendo o pleito com 15.691 votos (44,46%).